# On the Trail (Johnnie Ray)
On the Trail è un album del cantante Pop statunitense Johnnie Ray, pubblicato dalla Columbia Records nel novembre del 1959.

## Tracce

### LP (1959, Columbia Records, CL 1385/CS 8180)
Lato A
1. Wagon Wheels – 3:08 (testo: Billy Hill – musica: Peter De Rose) – Registrato il 10 maggio 1959
2. Empty Saddles – 3:00 (Billy Hill) – Registrato il 9 maggio 1959
3. Tumbling Tumbleweeds – 2:27 (Bob Nolan) – Registrato il 9 maggio 1959
4. The Last Round-Up – 2:20 (Billy Hill) – Registrato il 10 maggio 1959
5. Home on the Range – 2:49 (testo: Brewster Higley – musica: Daniel E. Kelley; arrangiamento di Johnnie Ray) – Registrato il 10 maggio 1959
6. Bury Me Out on the Lone Prairie – 2:30 (Tradizionale con nuovo testo e arrangiamento di Johnnie Ray) – Registrato il 10 maggio 1959

Lato B
1. When It's Springtime in the Rockies – 2:38 (testo: Mary Hale Woolsey, Milt Taggart – musica: Robert Sauer) – Registrato il 9 maggio 1959
2. Ridin' Home – 2:02 (Johnnie Ray) – Registrato il 9 maggio 1959
3. Twilight on the Trail – 3:16 (testo: Sidney D.Mitchell – musica: Louis Alter) – Registrato il 9 maggio 1959
4. Red River Valley – 2:27 (Tradizionale; arrangiamento di Johnnie Ray) – Registrato il 10 maggio 1959
5. I'm an Old Cowhand – 1:49 (Johnny Mercer) – Registrato il 9 maggio 1959
6. Cool Water – 2:37 (Bob Nolan) – Registrato il 10 maggio 1959

- Durata brani ricavati dal CD pubblicato nel 2002 dalla Collectables Records, COL-CD-7439

## Musicisti
- Johnnie Ray – voce
- Boudleaux Bryant – direttore d'orchestra